# Rufus (Software)
Rufus ist eine freie Anwendung, die startfähige (oder bootbare) USB-Datenträger erstellen kann. Sie wird seit 2011 von Pete Batard entwickelt und ist nur für Windows erhältlich.

## Weitere Einzelheiten
Rufus war bis einschließlich Version 2.18 ab Windows XP und bis Version 3.22 ab Windows 7 ohne Einrichtung (portabel) lauffähig, für neuere Versionen ist Windows 8 Mindestvoraussetzung. Es unterstützt MS-DOS, FreeDOS sowie ISO-Abbilder von Installationsmedien von Windows und diversen Linux-Distributionen. Der Bootloader (SYSLINUX) wird selbstständig erkannt. USB-Medien können entweder im ISO- oder im dd-Modus beschrieben werden. Es werden sowohl startfähige BIOS- als auch UEFI-Medien unterstützt.
Rufus beansprucht, deutlich schneller als UNetbootin zu schreiben.

## Quelle
- README